# Włodzimierz Mazurkiewicz
Włodzimierz Konstanty Mazurkiewicz herbu Łabędź (ur. 6 marca 1875 w Druskienikach, zm. 18 maja 1927 w Wilnie) – polski inżynier, lotnik, jeden z pionierów polskiego lotnictwa, podróżnik, działacz lotniczy, pedagog, publicysta.

## Życiorys
Uczęszczał do V Gimnazjum w Warszawie, następnie studiował na Wydziale Mechanicznym Politechniki w Grazu. Po ukończeniu studiów pracował jako inżynier na Kaukazie. Od 2 czerwca 1907 redagował czasopismo „Epoka” w Warszawie. Po upływie około miesiąca uprzedzony o planowanym aresztowaniu go przez carską policję, zerwał współpracę z "Epoką" i uciekł z zaboru rosyjskiego do Brazylii, gdzie pracował przy regulacji portów i budowie linii kolejowej w Paranie. Podjął ekspedycję do Gujany Holenderskiej w poszukiwaniu złota. Po początkowych sukcesach zachorował na malarię, co zaciążyło na jego dalszym losie i zdrowiu. Następnie pracował jako palacz okrętowy w Ameryce Środkowej i jako robotnik w Nowym Jorku, gdzie wśród Polonii organizował ruch strzelecki oraz prowadził działania edukacyjne. Około 1910 roku wyjechał do Francji, gdzie czynnie zainteresował się lotnictwem i zdobył dyplom pilota o numerze porządkowym 907. W 1910 roku wystartował w zawodach lotniczych w Reims we Francji, podczas których rozbił się na własnym samolocie Paulhan. Zaliczany jest do międzynarodowej grupy seniorów lotnictwa Les Vieille Tiges (fr. stare łodygi). W 1912 roku, podczas I wojny bałkańskiej, był pilotem ochotnikiem w armii bułgarskiej walczącej z Turcją. 19 grudnia 1912 roku Mazurkiewicz został zestrzelony w okolicach linii demarkacyjnej, 16 dni po zawieszeniu broni kończącym bitwę pod Cztatałdżą. W dniu 4 stycznia 1913 roku angielskie pismo lotnicze "Flight" poinformowało o śmierci Mazurkiewicza, odniesionej rzekomo w następstwie zestrzelenia (wiadomość ta nie została później sprostowana). Około 1913 roku, występując pod pseudonimem "Monsieur Contantine", Włodzimierz Mazurkiewicz wraz z grupą francuskich pilotów wyruszył z misją szkoleniową do Chin. Był szefem wyszkolenia powstałej we wrześniu 1913 roku pierwszej chińskiej szkoły pilotów w Pekinie (obecnie znajduje się tu port lotniczy Pekin-Nanyuan). Szkoła miała na wyposażeniu 12 dwupłatowych samolotów Caudron G.III, zakupionych we Francji, zaś instruktorami pilotażu byli Francuzi dowodzeni przez Polaka. Za zasługi dla lotnictwa Chin Włodzimierz Mazurkiewicz wyróżniony został mandaryńskim stopniem orderu „Kwitnącego Kłosa Ryżu”.
W latach I wojny światowej znalazł się w armii carskiej gdzie służył w zwiadzie. W Rosji zastała go rewolucja październikowa po której udało mu się powrócić do Polski. Razem z Tadeuszem Jasionowskim, byłym ministrem robót publicznych oraz Januarym Grzędzińskim byli inicjatorami utworzenia Ligi Obrony Powietrznej Państwa, a ich podpisy widnieją pod pierwszym statutem LOPP z 1923 roku. Był autorem publikacji z dziedziny lotnictwa. Po śmierci matki i żony wycofał się z życia społecznego i publicznego. Pod koniec życia był nauczycielem matematyki, fizyki i geografii w Gimnazjum im. Stefana Batorego w Drui.
Zmarł w klinice uniwersyteckiej przy Szpitalu św. Jakuba w Wilnie, został pochowany 20 maja 1927 roku na cmentarzu Bernadyńskim w Wilnie. Jego grób nie zachował się.

## Życie prywatne
Syn Leopolda Mazurkiewicza herbu Łabędź, sztabskapitana w armii carskiej oraz Krystyny z Kowalewskich. Jego starszymi braćmi byli psychiatra Jan Mazurkiewicz (ur. 1871), architekt Józef Antoni (ur. 1868), Gustaw Władysław (ur. 1866) oraz Michał Aleksander (1855) - brat przyrodni z pierwszego małżeństwa Leopolda Mazurkiewicza z Katarzyną z Mazurkiewiczów.

## Upamiętnienia
Pilot Włodzimierz Mazurkiewicz (1875-1927). Monsieur Constantin - zapomniany pionier lotnictwa wojskowego. Strona dedykowana Włodzimierzowi Mazurkiewiczowi.
Stanisław Ignacy Witkiewicz dedykował mu sztukę Pragmatyści.